# Tikhon Rakićević
Tikhon Rakićević, en serbio: Тихон Ракићевић, Tihon Rakićević; (Čačak, entonces República Federativa Socialista de Yugoslavia hoy Serbia, 25 de octubre de 1971) es el archimandrita, higúmeno de Monasterio de Studenica de la Iglesia Ortodoxa Serbia, desde el 10 de enero de 2004.

## Biografía
Archimandrita Tikhon nació en Čačak el 25 de octubre de 1971, como Aleksandar Rakićević. En esta ciudad terminó la escuela primaria y los dos primeros grados en la escuela secundaria Čačak. Posteriormente, ingresó en la Escuela de Diseño de Belgrado, donde se graduó en 1990. Se graduó en la Universidad de las Artes de Belgrado en 1995 en el departamento de pintura mural, tras lo cual se matriculó en estudios de posgrado en la misma facultad y trabajó como asistente en prácticas.
En 1996, se convirtió en novicio en el Monasterio de Studenica, bajo la dirección del abad del archimandrita Julijan Knežević. Se convirtió en monje en 1997, en el mismo año se convirtió en hierodiácono y en 1999 se convirtió en hieromonje. Fue elegido abad el 2 de enero de 2004. Ese mismo año, el obispo Crisóstomo lo ascendió al rango de archimandrita.
А finales de 2003, aprobó todos los exámenes diferenciales de teología y se matriculó en estudios de posgrado en el Departamento de Liturgia de la Facultad de Teología Ortodoxa de Belgrado. Después de aprobar los exámenes de posgrado en 2005, comenzó a trabajar en su tesis de maestría Iconos en la liturgia: función y significado, que defendió en 2008.
Se doctoró en ciencias teológicas en 2014, cuando en la misma facultad defendió su tesis doctoral sobre el tema La partición-iconostasis del altar del siglo IV a mediados del XVII: forma, función y significado. Investiga y escribe artículos científicos relacionados con el patrimonio cultural y espiritual del monasterio de Studenica. Presta especial atención a la obra de San Sava en este monasterio desde 1207 hasta 1215. Inició y, como editor, participó en los proyectos capitales de publicar la edición trilingüe del Student Typik y la edición bilingüe del Evergetid Typik.